# Segelfluggelände Sultmer Berg

i7
i11
i13
Das Segelfluggelände Sultmer Berg liegt in der Stadt Northeim im Landkreis Northeim in Niedersachsen, etwa 2,5 Kilometer nördlich des Zentrums von Northeim.

## Flugbetrieb
Das Segelfluggelände ist mit einer 550 m langen und 80 m breiten Start- und Landebahn aus Gras (Richtung 18/36) ausgestattet. Es besitzt eine Betriebszulassung für Segelflugzeuge, Motorsegler und Ultraleichtflugzeuge. Der Start von Segelflugzeugen erfolgt per Windenstart oder Flugzeugschlepp. Der Halter und Betreiber des Segelfluggeländes ist der Luftsportverein Northeim e. V.

## Geschichte
Der Luftsportverein Northeim e. V. wurde am 6. Juni 1965 gegründet. Das Segelfluggelände wurde 1966 in Betrieb genommen.